# Durel Avounou
Bel Durel Avounou (Brazzaville, 25 settembre 1997) è un calciatore congolese (Repubblica del Congo), centrocampista del Çorum e della nazionale congolese.

## Caratteristiche tecniche
È un mediano fisico ma dotato di una buona tecnica individuale; è stato paragonato a Seydou Keita.

## Carriera

### Club
L'8 dicembre 2015 firma un contratto quinquennale con il Caen. Ha esordito in prima squadra il 5 agosto 2017, nella partita persa per 1-0 contro il Montpellier.
Il 18 luglio 2018 viene ceduto in prestito annuale all'Orléans.

### Nazionale
Ha esordito con la nazionale del Congo il 13 ottobre 2015, nell'amichevole vinta 2-1 contro il Benin.

## Statistiche

### Presenze e reti nei club
Statistiche aggiornate al 24 agosto 2018.
| Stagione        | Squadra         | Campionato      | Campionato | Campionato | Coppe nazionali | Coppe nazionali | Coppe nazionali | Coppe continentali | Coppe continentali | Coppe continentali | Altre coppe | Altre coppe | Altre coppe | Totale | Totale |
| Stagione        | Squadra         | Comp            | Pres       | Reti       | Comp            | Pres            | Reti            | Comp               | Pres               | Reti               | Comp        | Pres        | Reti        | Pres   | Reti   |
| --------------- | --------------- | --------------- | ---------- | ---------- | --------------- | --------------- | --------------- | ------------------ | ------------------ | ------------------ | ----------- | ----------- | ----------- | ------ | ------ |
| 2017-2018       | Caen            | L1              | 9          | 0          | CF+CdL          | 5+1             | 0               | -                  | -                  | -                  | -           | -           | -           | 15     | 0      |
| 2018-2019       | Orléans         | L2              | 5          | 0          | CF+CdL          | 0+1             | 0               | -                  | -                  | -                  | -           | -           | -           | 6      | 0      |
| Totale carriera | Totale carriera | Totale carriera | 14         | 0          |                 | 7               | 0               |                    | -                  | -                  |             | -           | -           | 21     | 0      |

### Cronologia presenze e reti in nazionale
| Cronologia completa delle presenze e delle reti in nazionale ― Rep. del Congo | Cronologia completa delle presenze e delle reti in nazionale ― Rep. del Congo | Cronologia completa delle presenze e delle reti in nazionale ― Rep. del Congo | Cronologia completa delle presenze e delle reti in nazionale ― Rep. del Congo | Cronologia completa delle presenze e delle reti in nazionale ― Rep. del Congo | Cronologia completa delle presenze e delle reti in nazionale ― Rep. del Congo | Cronologia completa delle presenze e delle reti in nazionale ― Rep. del Congo | Cronologia completa delle presenze e delle reti in nazionale ― Rep. del Congo |
| Data                                                                          | Città                                                                         | In casa                                                                       | Risultato                                                                     | Ospiti                                                                        | Competizione                                                                  | Reti                                                                          | Note                                                                          |
| ----------------------------------------------------------------------------- | ----------------------------------------------------------------------------- | ----------------------------------------------------------------------------- | ----------------------------------------------------------------------------- | ----------------------------------------------------------------------------- | ----------------------------------------------------------------------------- | ----------------------------------------------------------------------------- | ----------------------------------------------------------------------------- |
| 13-10-2015                                                                    | Brazzaville                                                                   | Rep. del Congo                                                                | 2 – 1                                                                         | Benin                                                                         | Amichevole                                                                    | -                                                                             | 68’                                                                           |
| 14-11-2015                                                                    | Addis Abeba                                                                   | Etiopia                                                                       | 3 – 4                                                                         | Rep. del Congo                                                                | Qual. Mondiali 2018                                                           | -                                                                             |                                                                               |
| 17-11-2015                                                                    | Brazzaville                                                                   | Rep. del Congo                                                                | 2 – 1                                                                         | Etiopia                                                                       | Qual. Mondiali 2018                                                           | -                                                                             |                                                                               |
| 27-3-2016                                                                     | Brazzaville                                                                   | Rep. del Congo                                                                | 1 – 1                                                                         | Zambia                                                                        | Qual. Coppa d'Africa 2017                                                     | -                                                                             | 88’                                                                           |
| 27-5-2016                                                                     | Marrakech                                                                     | Marocco                                                                       | 2 – 0                                                                         | Rep. del Congo                                                                | Amichevole                                                                    | -                                                                             | 81’                                                                           |
| 1-9-2017                                                                      | Kumasi                                                                        | Ghana                                                                         | 1 – 1                                                                         | Rep. del Congo                                                                | Qual. Mondiali 2018                                                           | -                                                                             |                                                                               |
| 5-9-2017                                                                      | Brazzaville                                                                   | Rep. del Congo                                                                | 1 – 5                                                                         | Ghana                                                                         | Qual. Mondiali 2018                                                           | -                                                                             |                                                                               |
| 8-11-2017                                                                     | Brazzaville                                                                   | Rep. del Congo                                                                | 1 – 1                                                                         | Benin                                                                         | Amichevole                                                                    | -                                                                             | 67’                                                                           |
| 11-10-2018                                                                    | Brazzaville                                                                   | Rep. del Congo                                                                | 3 – 1                                                                         | Liberia                                                                       | Qual. Coppa d'Africa 2019                                                     | -                                                                             | 73’                                                                           |
| 10-10-2019                                                                    | Bangkok                                                                       | Thailandia                                                                    | 1 – 1                                                                         | Rep. del Congo                                                                | Amichevole                                                                    | -                                                                             | 61’                                                                           |
| 13-11-2019                                                                    | Dakar                                                                         | Senegal                                                                       | 2 – 0                                                                         | Rep. del Congo                                                                | Qual. Coppa d'Africa 2021                                                     | -                                                                             | 45’                                                                           |
| 17-11-2019                                                                    | Brazzaville                                                                   | Rep. del Congo                                                                | 3 – 0                                                                         | Guinea-Bissau                                                                 | Qual. Coppa d'Africa 2021                                                     | -                                                                             |                                                                               |
| 11-10-2020                                                                    | Parchal                                                                       | Gambia                                                                        | 1 – 0                                                                         | Rep. del Congo                                                                | Amichevole                                                                    | -                                                                             |                                                                               |
| 12-11-2020                                                                    | Brazzaville                                                                   | Rep. del Congo                                                                | 2 – 0                                                                         | eSwatini                                                                      | Qual. Coppa d'Africa 2021                                                     | -                                                                             | 54’                                                                           |
| 16-11-2020                                                                    | Manzini                                                                       | eSwatini                                                                      | 0 – 0                                                                         | Rep. del Congo                                                                | Qual. Coppa d'Africa 2021                                                     | -                                                                             | 72’                                                                           |
| 7-9-2021                                                                      | Brazzaville                                                                   | Rep. del Congo                                                                | 1 – 3                                                                         | Senegal                                                                       | Qual. Mondiali 2022                                                           | -                                                                             |                                                                               |
| 9-10-2021                                                                     | Lomé                                                                          | Togo                                                                          | 1 – 1                                                                         | Rep. del Congo                                                                | Qual. Mondiali 2022                                                           | -                                                                             | 55’                                                                           |
| 12-10-2021                                                                    | Brazzaville                                                                   | Rep. del Congo                                                                | 1 – 2                                                                         | Togo                                                                          | Qual. Mondiali 2022                                                           | -                                                                             |                                                                               |
| 25-3-2022                                                                     | Brazzaville                                                                   | Rep. del Congo                                                                | 1 – 3                                                                         | Zambia                                                                        | Amichevole                                                                    | -                                                                             |                                                                               |
| 29-3-2022                                                                     | Brazzaville                                                                   | Rep. del Congo                                                                | 1 – 2                                                                         | Sierra Leone                                                                  | Amichevole                                                                    | -                                                                             |                                                                               |
| 24-9-2022                                                                     | Brazzaville                                                                   | Rep. del Congo                                                                | 3 – 3                                                                         | Madagascar                                                                    | Amichevole                                                                    | -                                                                             | 65’                                                                           |
| 27-9-2022                                                                     | Mohammedia                                                                    | Rep. del Congo                                                                | 0 – 2                                                                         | Mauritania                                                                    | Amichevole                                                                    | -                                                                             |                                                                               |
| 23-3-2023                                                                     | Brazzaville                                                                   | Rep. del Congo                                                                | 1 – 2                                                                         | Sudan del Sud                                                                 | Qual. Coppa d'Africa 2023                                                     | -                                                                             | 61’                                                                           |
| Totale                                                                        |                                                                               | Presenze                                                                      | 23                                                                            |                                                                               | Reti                                                                          | 0                                                                             |                                                                               |